# Gorges de la Loire et affluents partie sud
Gorges de la Loire et affluents partie sud este o arie protejată (sit de importanță comunitară — SCI) din Franța întinsă pe o suprafață de 7.057 ha, integral pe uscat.

## Localizare
Centrul sitului Gorges de la Loire et affluents partie sud este situat la coordonatele 44°53′24″N 3°55′15″E / 44.89°N 3.92083°E.

## Înființare
Situl Gorges de la Loire et affluents partie sud a fost declarat arie specială de conservare în baza directivei 92/43 din 1992 referitoare la conservarea habitatelor naturale și a faunei și florei sălbatice pentru a proteja 2 specii de plante și 15 specii de animale.

## Biodiversitate
Situată în ecoregiunea continentală, aria protejată conține 19 habitate naturale: Pante stâncoase silicioase cu vegetație casmofită, Păduri de stejar sau de stejar și carpen sub-atlantice și medio-europene de Carpinion betuli, Fânețe montane, Grohotișuri silicioase de la nivelul montan până la nivelul zăpezii (Androsacetalia alpinae și Galeopsietalia ladani), Pajiști calcaroase din nisipuri xerice, Pajiști uscate seminaturale și facies de acoperire cu tufișuri pe substraturi calcaroase (Festuco-Brometalia) (* situri importante pentru orhidee), Formațiuni ierboase bogate în specii de Nardus, dezvoltate pe substraturi silicioase în zone montane (și în zone submontane, în Europa continentală), Pajiști cu Molinia pe soluri calcaroase, turboase sau argilos-nămoloase (Molinion caeruleae), Liziere de ierburi înalte hidrofile de câmpie și de nivel montan până la alpin, Păduri de fag acidofile atlantice, cu subarboret de Ilex și, uneori, de asemenea, Taxus, la nivelul arbuștilor (Quercion robori-petraeae sau Ilici-Fagenion), Păduri pe pante, grohotișuri și ravene de Tilio-Acerion, Pante stâncoase calcaroase cu vegetație casmofită, Păduri de fag Asperulo-Fagetum, Păduri de fag din Europa Centrală dezvoltate pe sol calcaros cu Cephalanthero-Fagion, Pajiști uscate europene, Fânețe de joasă altitudine (Alopecurus pratensis, Sanguisorba officinalis), Roci stâncoase cu vegetație pionieră de Sedo-Scleranthion sau Sedo albi-Veronicion dillenii, Păduri aluvionare cu Alnus glutinosa și Fraxinus excelsior (Alno-Padion, Alnion incanae, Salicion albae), Cursuri de apă de la nivel de câmpie la nivel montan, cu vegetație Ranunculion fluitantis și Callitricho-Batrachion.
La baza desemnării sitului se află mai multe specii protejate:
- plante (2): Buxbaumia viridis, Orthotrichum rogeri
- amfibieni (2): izvoraș-cu-burta-galbenă (Bombina variegata), triton cu creastă (Triturus cristatus)
- mamifere (6): liliac cârn (Barbastella barbastellus), vidră de râu (Lutra lutra), liliac cărămiziu (Myotis emarginatus), liliac comun (Myotis myotis), liliacul mare cu potcoavă (Rhinolophus ferrumequinum), liliacul mic cu potcoavă (Rhinolophus hipposideros)
- nevertebrate (6): Austropotamobius pallipes, Euplagia quadripunctaria, rădașcă (Lucanus cervus), Margaritifera margaritifera, Ophiogomphus cecilia, Oxygastra curtisii
- pești (1): zglăvoacă (Cottus gobio)

Pe lângă speciile protejate, pe teritoriul sitului au mai fost identificate 22 de specii de plante, 4 specii de păsări, 2 specii de amfibieni, 11 specii de mamifere, 4 specii de nevertebrate, 2 specii de pești, 4 specii de reptile.